# MS Близнецов
MS Близнецов (лат. MS Geminorum) — одиночная переменная звезда в созвездии Близнецов на расстоянии (вычисленном из значения параллакса) приблизительно 35 070 световых лет (около 10 753 парсек) от Солнца. Видимая звёздная величина звезды — от +16,5m до +15,4m.
Открыта Куно Хофмейстером в 1968 году.

## Характеристики
MS Близнецов — жёлто-белая пульсирущая переменная звезда типа RR Лиры (RRAB) спектрального класса F. Эффективная температура — около 6358 К.